# Obadiah’s Barrow
Obadiah’s Barrow (auch Obadiah’s Grave genannt) liegt auf der Isle of Gugh vor der Küste von Cornwall in England. Es ist eines von etwa 80 auf den Scilly-Inseln errichteten jungsteinzeitlichen (etwa 2500 v. Chr.) Eingangsgräbern. Eingangsgräber (auch „Scillonian Entrance Grave“ oder „West County tomb“ genannt) sind eine megalithische Bauform, die sich außer auf den Scilly-Inseln auch in Cornwall, auf den Kanalinseln und im irischen County Waterford findet. In Frankreich insbesondere in der Bretagne sind sie in abgewandelter Form als „Dolmen in V-Form“ bekannt.

## Lage
Von der Ostseite der Insel St. Agnes aus gelangt über einen schmalen Tombolo zur Insel Gugh. Die abseits ausgetretener Pfade gelegene Megalithanlage schmiegt sich in den Hang.

Obadiah’s Barrow
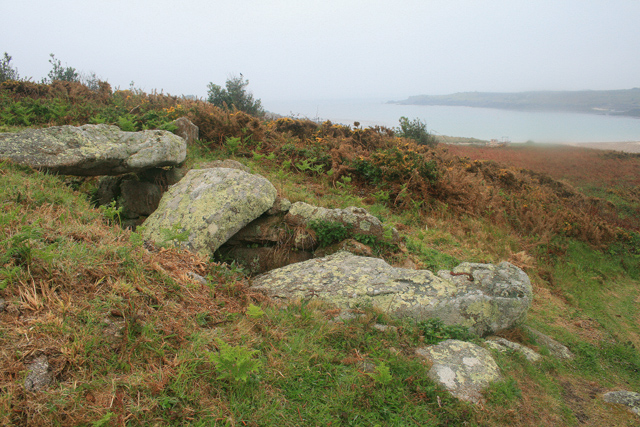
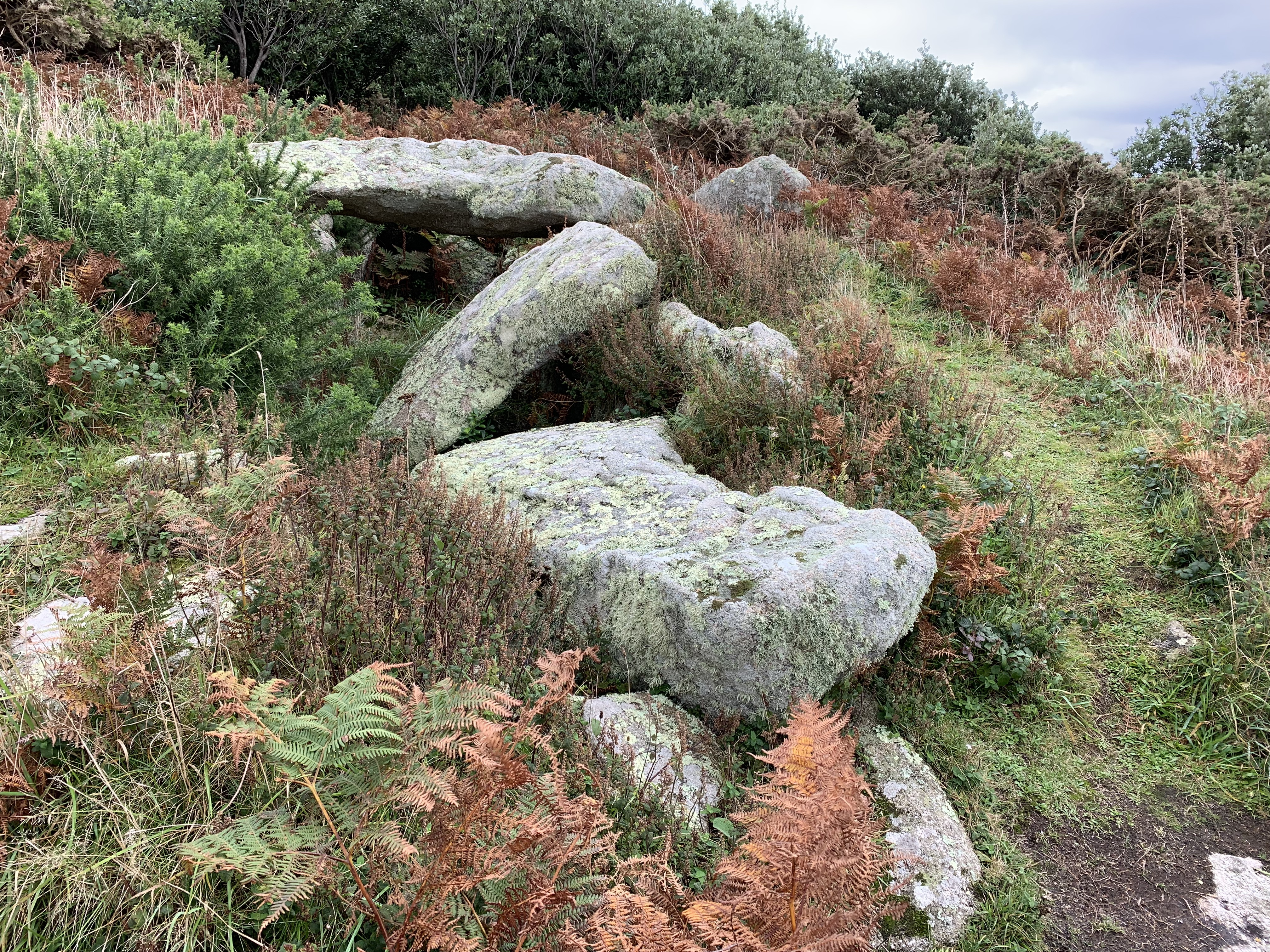
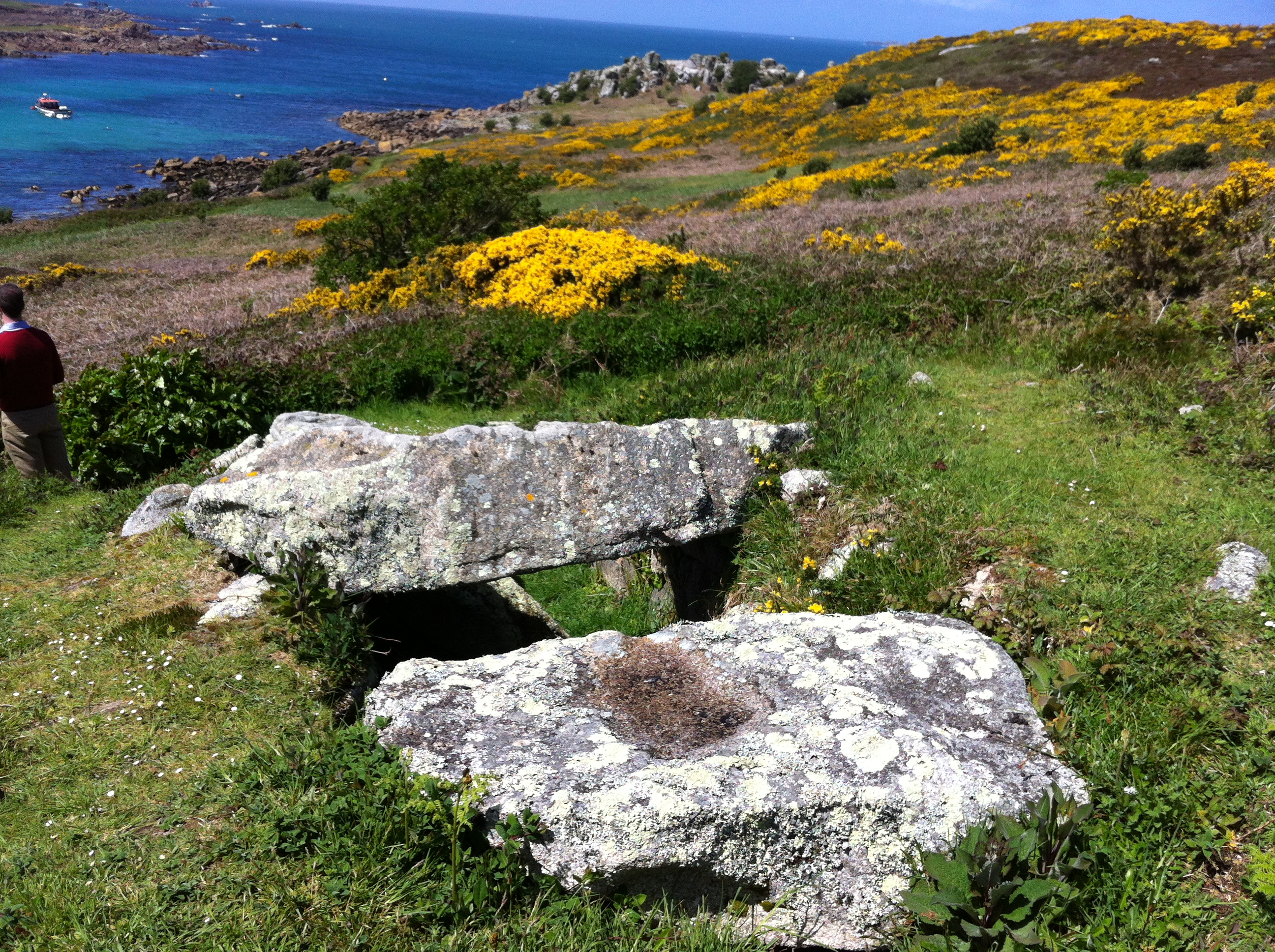
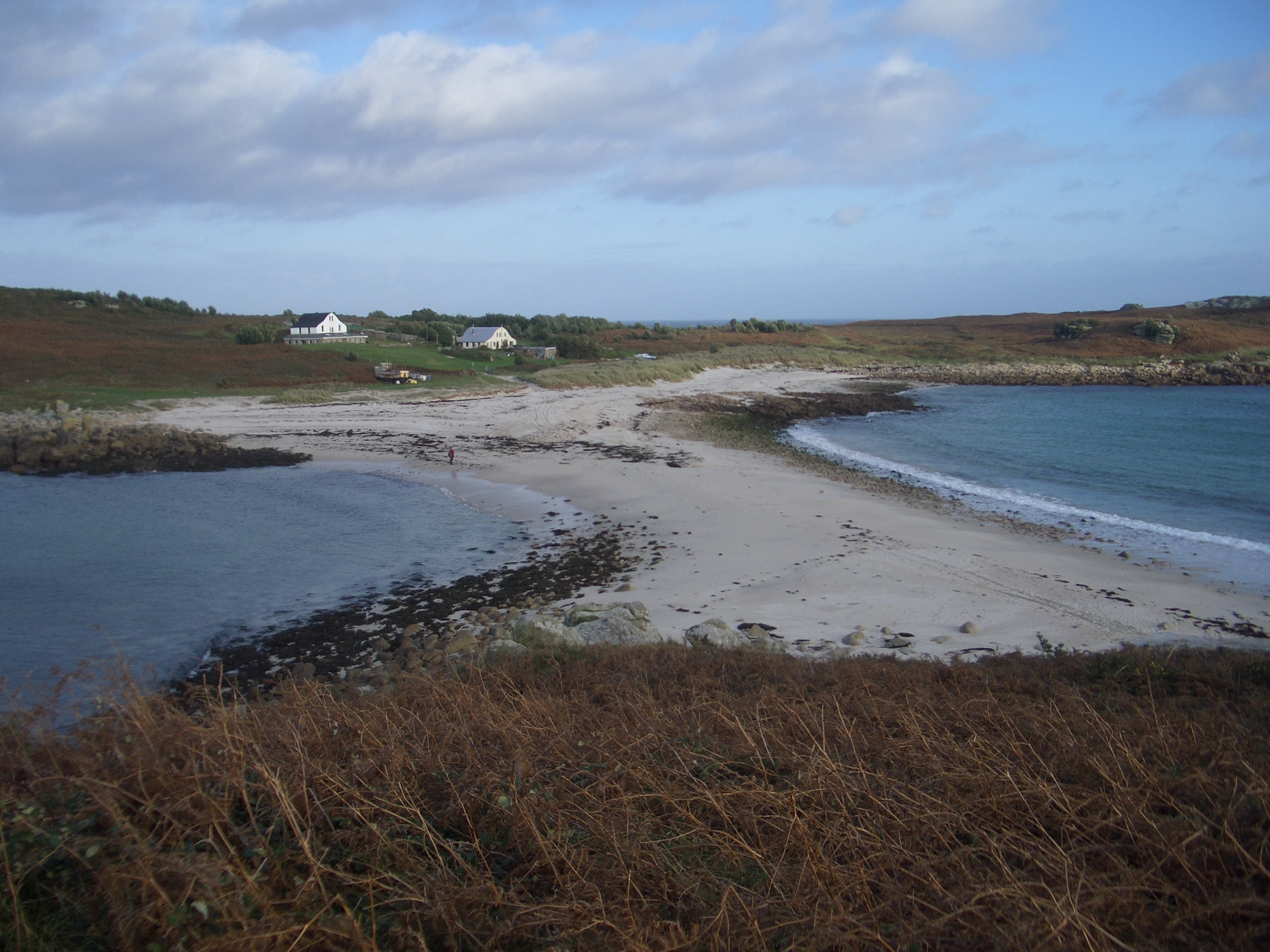
Der Tombolo „The Bar“, der Gugh und St Agnes verbindet
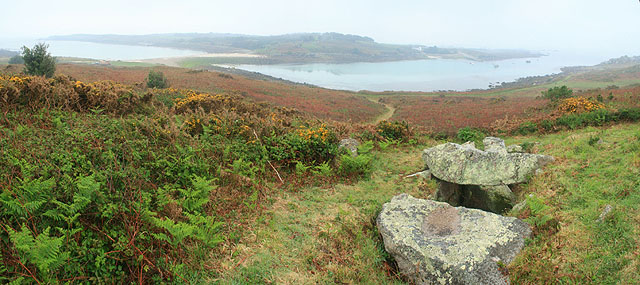
Blick von Obadiah’s Barrow zum Tombolo

## Beschreibung
Der für Anlagen dieses Typs typische Rundhügel hat sieben Meter Durchmesser und ist noch 0,6 m hoch. Die Kammer ist 3,2 m lang, 1,4 m breit und 1,1 m hoch und hat drei etwa in situ verbliebene Decksteine. Die Anlage hat einen kurzen Gang, der zum verengten, nach Westen orientierten Zugang führt. Das Eingangsgrab wurde im Jahre 1900 archäologisch untersucht. Dabei wurde neben einem Dutzend Urnen mit Resten menschlicher Einäscherungen aus der Bronzezeit und ein sitzendes Skelett gefunden. In drei anderen auf den Scillys untersuchten Kammern wurden Bestattungen gefunden, die einen Zeitraum von fast 700 Jahren umfassen. Eingangsgräber scheinen auf den Scillys länger als in anderen Regionen in Gebrauch gewesen zu sein.
Auf den Scilly-Inseln liegen die meisten Eingangsgräber in annähernd runden Hügeln, die von Randsteinen eingefasst sind und eine rechteckige Kammer aus großen Granitplatten bedecken. Einige Hügel liegen auf einer großen, mit Steinen gefassten Plattform. Die ausgegrabenen Anlagen enthielten menschliche Knochen und Leichenbrand in Urnen. Der zerstörte Knackyboy Carn auf St. Martin enthielt die Überreste von mindestens 60 Individuen.

## In der Nähe
300 Meter weiter steht der geneigte, etwa 2,7 m hohe Menhir Old Man of Gugh.